# 瓦聖納協定

瓦聖納協定締約國的分佈

《关于常规武器与两用产品和技术出口控制的瓦瑟纳尔协定》，又译作《关于传统武器与军民两用货物与技术的出口控制的瓦瑟纳尔协议》，简称《瓦瑟纳尔协定》，是一項由40個國家簽署，管制傳統武器及軍商兩用貨品的多边出口控制机制。
“瓦瑟纳尔协定”雖然帶有軍事性質，但是仍是一个十分松散的组织，其成员国保有的權力自由度較大，可参照共同的管制擴散原则和清单自行决定实施出口管制的措施和方式，自行批准本国的軍火许可，即所谓的“各国自行处理”原则。
協定於1996年5月12日於荷蘭瓦聖納由33個國家簽署。该协定也未正式列举被管制国家，只在口头上将伊朗、伊拉克、朝鲜和利比亚4国列入管制对象。中华人民共和国和以色列不是缔约国，但出售技術時，仍受到缔约国向非缔约国出售限制货品或技术的报告审核限制。协定秘书处设在维也纳。目前主要業務是每6个月，协定成员国需通报向协定成员国以外国家出口传统武器的情况即可。列管的武器分作八类：主战坦克、装甲战车、大口径火炮、军机、军用直升机、战舰、导弹或导弹系统、小型武器或轻武器。

## 管控清单
这项安排的大纲载于题为“指导方针和程序，包括初步要素的文件”。限制技术清单 （页面存档备份，存于）分为两部分，“双重用途商品和技术清单”，也称为“基本清单”（Basic List）和“中间清单”。
基本清单由十个类别组成，这些类别基于复杂程度的提高：
类别1 – 特殊材料和相关设备
类别2 – 材料加工
类别3 – 电子产品
类别4 – 电脑
类别5 – 第1部分 – 电信
类别5 – 第2部分 – 信息安全
类别6 – 传感器和激光器
类别7 – 导航和航空电子
类别8 – 海洋
类别9 – 航空航天与推进
基本清单（Basic List）包含两个小节 - 敏感和非常敏感。非常敏感清单中的项目包括隐形技术的材料，即可以用于潜艇探测的设备，先进的雷达和喷气发动机技术。
弹药清单有未标记的22个类别。
为了将某个项目列入清单，会员国必须考虑以下标准 （页面存档备份，存于）：
- 参与国以外的外国供应情况
- 有效控制货物出口的能力
- 能够清楚，客观地说明商品
- 由另一个体制控制，例如澳大利亚集团，核供应国集团或导弹及其技术控制制度

## 缔约国
至2018年2月，共42個簽署國：
| - 阿根廷 - 奥地利 - 比利时 - 保加利亚 - 加拿大 - 捷克 - 丹麦 - 爱沙尼亚 - 芬兰 - 法國 - 德国 - 希腊 | - 匈牙利 - 印度 - 愛爾蘭 - 義大利 - 日本 - 拉脫維亞 - 立陶宛 - 盧森堡 - 馬爾他 - 墨西哥 - 荷蘭 - 新西兰 - 挪威 - 波蘭 | - 葡萄牙 - 羅馬尼亞 - 俄羅斯 - 斯洛伐克 - 斯洛維尼亞 - 南非 - 西班牙 - 瑞典 - 瑞士 - 土耳其 - 乌克兰 - 英国 - 美国 |

### 加入要求
若加入该协定，要求该国：
- 为武器或敏感工业设备的生产商或出口商
- 维持不扩散政策和适当的国家政策，包括遵守：
  - 防扩散政策，例如（如适用）核供应国集团、导弹及其技术控制制度和澳大利亚集团
  - 《核不扩散条约》、《禁止生物武器公约》、《禁止化学武器公约》以及在适当情况下的第一阶段削减战略武器条约（包括《里斯本协定》）
- 维持完全有效的出口管制

中华人民共和国和以色列不是成员国。该协定在全球范围内对符合协议标准的准成员国开放。新成员国的加入需要所有已有成员国的一致同意。

## 2013修正案
2013年12月，出口限制技术清单进行了修订，增加包括基于互联网的监视系统。被出口管制的新技术包括“渗透软件”（旨在破坏计算机或网络保护措施以提取数据或信息的软件）以及IP网络监视系统。
修正案的目的是防止西方科技公司向危害人权的政府出售监视技术。但是，一些科技公司已经表示担心其控制范围可能太广，限制了安全研究人员识别和纠正安全漏洞的能力。Google和Facebook批评该协议限制了渗透测试，共享有关威胁的信息以及漏洞赏金计划等活动。他们表示，这些限制将削弱参与国的安全，对遏制非参与国的威胁无济于事。